# برج موری
برج موری، روستایی از توابع بخش رضویه شهرستان مشهد در استان خراسان رضوی ایران است.

## جمعیت
این روستا در دهستان پایین ولایت قرار دارد و براساس سرشماری مرکز آمار ایران در سال ۱۳۸۵، جمعیت آن ۷۹ نفر (۲۱خانوار) بوده‌است.